# Palazzo Mediceo

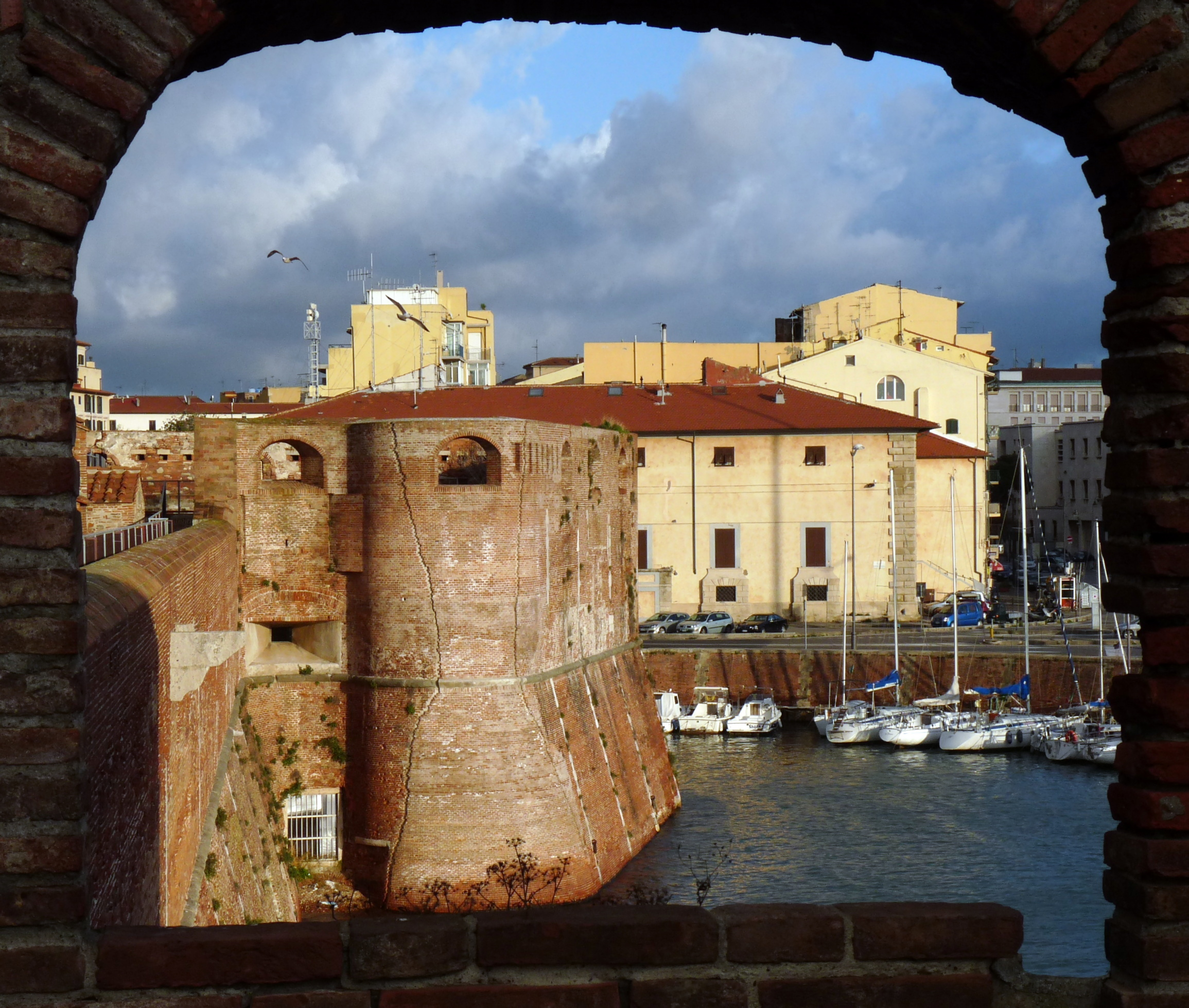
Il palazzo visto dalla Fortezza Vecchia

Il Palazzo Mediceo, noto anche come Palazzotto Mediceo, è un antico edificio di Livorno, posto nell'area antistante alla Fortezza Vecchia e oggi sede della Caserma "G. Russo" della Guardia di Finanza.

## Storia
All'inizio del XVI secolo i Medici decretarono il potenziamento delle strutture difensive del piccolo castello di Livorno con la costruzione dell'imponente Fortezza Vecchia.
Successivamente, intorno agli anni quaranta del Cinquecento, il granduca Cosimo I de' Medici fece realizzare un palazzo per sé e per la corte all'interno del fortilizio, del quale però oggi restano solo pochi resti a causa dei danneggiamenti subiti nel corso della seconda guerra mondiale.
Per il seguito del granduca invece fu innalzato un fabbricato all'esterno della suddetta fortezza, l'attuale Palazzo Mediceo, posto a breve distanza dal fossato difensivo e ubicato nei pressi dell'area dove, prima delle trasformazioni cinquecentesche, esisteva la pieve di Santa Maria e Santa Giulia. 
Il palazzo fu costruito intorno al 1543 e nel tempo divenne sede del Commissario di guerra e di marina, dello scrittoio delle regie fabbriche, del regio ufficio metrico e della guardia di finanza.

## Descrizione
Il Palazzo Mediceo rappresenta uno dei più antichi edifici residenziali di Livorno, tanto è vero che, all'epoca della sua realizzazione, la città era costituita da un pugno di case chiuse all'interno di un breve giro di mura.
L'area intorno al fabbricato è oggi caratterizzata dalla presenza del moderno ponte di Santa Trinita, costruito alla fine degli anni ottanta del Novecento in sostituzione di un ponte ottocentesco demolito nel 1939; il ponte si inserisce tra il palazzo e la Fortezza Vecchia, in quella nota un tempo come piazza dei grani (attuale piazza della Fortezza Vecchia) per la presenza di alcuni depositi per il grano ricavati al di sotto del piano stradale.
Esternamente, il Palazzo Mediceo ha mantenuto sostanzialmente inalterate le peculiarità dell'edificio originario, malgrado le ampie trasformazioni attuate nelle zone circostanti durante la ricostruzione postbellica e, più recentemente, con la realizzazione del vicino Mercato del pesce, sormontato da una svettante pagoda in cemento armato.
L'elemento di maggior interesse dello storico palazzo granducale è rappresentato essenzialmente dalla facciata, caratterizzata da un avancorpo centrale che costituisce il balcone del primo piano.
Numerosi elementi in pietra segnano i limiti del prospetto rivolto verso la Fortezza Vecchia, mentre altri decorano le finestre del primo ordine.